# 孝本貢
孝本 貢（こうもと みつぎ、1942年〈昭和17年〉10月20日 - 2009年〈平成21年〉9月26日 ）は、日本の教育者であり、宗教学者でもある。明治大学商学部教授、「宗教と社会」学会会長、日本宗教学会理事を務めた。岡山県出身。

## 経歴

### 生い立ち
1942年（昭和17年）岡山県に生れる。地元に近い岡山県立高梁高等学校へ入学。1961年（昭和36年）同校を卒業後、岡山大学教育学部へ進学する。中学校教員養成課程を専攻し、1966年（昭和41年）同大学を卒業し、岡山大学教育学部専攻科を1967年（昭和42年）に修了した。

### 宗教学者として
専攻を修了後、そのまま岡山大学教育学部の副手となり、1971年（昭和46年）東京教育大学（現：筑波大学）大学院文学研究科社会学専攻の修士課程を修了し、博士課程へ進学するが、1974年（昭和49年）単位取得後退学する。1975年（昭和50年）33歳の時に幾徳工業大学（現：神奈川工科大学）の専任講師となり、1977年（昭和52年）35歳の時に明治大学商学部専任講師となる。1980年に同大学の助教授となり、1985年（昭和60年）孝本が43歳の時に明治大学商学部教授へ昇進する。
1995年（平成7年）に比較家族史学会の理事に就任し、同時期に「宗教と社会」学会の会長も務める。1998年（平成10年）には、日本宗教学会理事となり、この他、日本社会学会、日本民俗学会にも所属した。
2009年（平成21年）9月26日に死去。享年66歳だった。